# CAM Jazz
CAM Jazz is een onafhankelijk Italiaans platenlabel dat jazzmuziek uitbrengt. Het werd in 2000 opgericht en maakt deel uit van KEPACH Music group, gevestigd in Rome. Het label wordt geleid door producer Ermanno Basso. Vijf keer werd een plaat van het label genomineerd voor een Grammy Award, waaronder muziek van Kenny Wheeler, Martial Solal en van de band Oregon. KEPACH heeft naast CAM Jazz nog verschillende andere labels onder haar hoede: CAM Jazz Presents (voor nieuw talent), Black Saint, Soul Note en DDQ. 
Op het label is muziek uitgekomen van onder meer:
Italiaanse musici: Enrico Pieranunzi, Enrico Rava, Roberto Gatto, Giorgio Gaslini, Francesco Cafiso, Antonio Faraò, Luis Bacalov en Maria Pia De Vito
Andere nationaliteiten: Charlie Haden, Martial Solal (onder anderen met Lee Konitz), Ralph Alessi, Kenny Clarke-Francy Boland Big Band, Kenny Wheeler, John Taylor, Scott Colley, Edward Simon, Antonio Sánchez en Michel Godard